# بوب غيلدر
بوب غيلدر (بالإنجليزية: Bob Gilder)‏ هو لاعب غولف أمريكي، ولد في 31 ديسمبر 1950 في كورفاليس في الولايات المتحدة.

## وصلات خارجية
- بوب غيلدر على موقع رابطة لاعبي الغولف المحترفين (الإنجليزية)
- بوب غيلدر على موقع رابطة اليابان للاعبي الغولف المحترفين (الإنجليزية)
- بوب غيلدر على موقع التصنيف العالمي الرسمي للغولف (الإنجليزية)